# サンヨー堂
株式会社サンヨー堂（サンヨーどう、英文社名：SUNYO-DO CO., LTD.）は、缶詰の製造・販売を行う日本の株式会社である。ブランドマークはSUNYO。

## 概要
- 本店所在地 東京都中央区日本橋堀留町1丁目3番21号

## 沿革
- 1880年（明治13年）8月 - 初代店主の逸見勝誠が、広島県賀茂郡西条町（現在の東広島市）において野菜缶詰を試製した。
- 1885年（明治18年）8月 - 店名を山陽堂に変更
- 1886年（明治19年）12月 - 小売部「青陽堂」を開業
- 1888年（明治21年）2月 - 山陽堂と青陽堂を合併、逸見山陽堂に改名
- 1900年（明治33年）3月 - 合名会社逸見山陽堂に改組。
- 1918年（大正7年）5月 - 株式会社逸見山陽堂となる。
- 1972年（昭和47年）2月 - 株式会社サンヨー堂に社名変更。

## 主な業務
- フルーツ、魚介、畜肉などの缶詰を中心としたサンヨーブランド（自社ブランド）の缶詰開発・販売。
- 加工食品の流通・卸売。